# 博赫丹·贡肖尔
博赫丹·贡肖尔（波蘭語：Bohdan Gonsior，1937年2月16日—），波兰男子击剑运动员。他曾代表波兰参加1960年、1964年、1968年和1972年夏季奥林匹克运动会击剑比赛，其中1968年奥运会获得一枚铜牌。